# 2010年冬季オリンピックの開催地選考
2010年冬季オリンピックの開催地選考（2010ねんとうきオリンピックのかいさいちせんこう）では2010年冬季オリンピック（第21回オリンピック冬季競技大会）の開催地が選考されるまでの経緯について記述する。
2010年冬季オリンピックの開催地選考では3都市が最終選考に残ったが、その中でカナダのバンクーバーが2003年7月2日に開催都市として選出された。そのほかの最終候補都市は韓国の平昌とオーストリアのザルツブルクである。当初、ベルン がバンクーバー、平昌、ザルツブルクとともに最終選考に残っていたが、2002年に実施された国民投票では大多数の市民が支持せず、立候補を取り消した。. 2010年冬季オリンピック開催地選考で国際オリンピック委員会により最終候補都市に選ばれなかった都市はアンドラ・ラ・ベリャ、ハルビン、ハカ、サラエボの4都市であった。
2003年7月2日、チェコのプラハで開催された第115次国際オリンピック委員会総会において、バンクーバーは2010年冬季オリンピックの開催地に選ばれた。2月初旬にバンクーバーで住民投票が行われ、64%の住民が冬季オリンピック招致を支持した。南隣のワシントン州では州議会と州知事ゲイリー・ロックがバンクーバーのオリンピック招致を支持する決議をし、それをIOCに送った。

## 最終選考
開催都市は2回の投票で選考された。1回目の投票では平昌51票に対し、バンクーバー40票であった。ザルツブルクは16票しか取れず落選した。2回目の投票では平昌が53票であったが、バンクーバーはザルツブルクから流れてきた票も合わせて56票を獲得し、2010年冬季オリンピック開催地に選ばれた。
| 都市         | 国・地域 (NOC) | 1回目 | 2回目 |
| バンクーバー | カナダ         | 40    | 56    |
| 平昌         | 韓国           | 51    | 53    |
| ザルツブルク | オーストリア   | 16    |       |

IOC会長ジャック・ロゲにより開催地決定のアナウンスがなされると、カナダ中、特にブリティッシュコロンビア州が歓喜に沸きあがった。 バンクーバーや他のブリティッシュコロンビア州の地域で祝賀ムードに包まれているさなか、1996年夏季大会と2008年夏季大会で招致に失敗し、2012年夏季大会の招致を目指していたトロントはオリンピック招致が難しくなって、ほろ苦い雰囲気であった。アナウンスはカナダの136回目の建国記念日、カナダの日の翌日に行われた。アイスホッケーはカナダの国民的娯楽であるが、アイスホッケー競技会場となるGMプレイスでは、オリンピック開催地に選ばれたことは、スタンレー・カップを獲得することよりもはるかにすばらしいことだと語る人もいた。プレゼンテーション・チームの一員としてプラハの総会に臨んだウェイン・グレツキーは、この点を訴えた。

## 立候補を取り消した都市
- ベルン（スイス）

## 一次選考で落選した都市
- アンドラ・ラ・ベリャ（アンドラ）
- ハルビン（中国）
- ハカ（スペイン）
- サラエボ（ボスニアヘルツェゴビナ）

## カナダ国内選考
カナダ国内では2010年大会招致に3都市が関心を示した。カナダオリンピック協会により、最終的に開催地に選ばれたバンクーバーのほかに、アルバータ州カルガリー（1988年大会開催地）とケベック州ケベックシティ（2002年大会候補都市）の3都市から国内選考した結果、 バンクーバーがカナダからの候補都市として選ばれた。以前には1988年大会の国内選考でカルガリーがバンクーバーを破っている。